# Grootte
De grootte is een begrip dat een afmeting aanduidt. Het begrip geeft aan hoe een bepaalde zaak, eventueel een abstract iets, zich verhoudt tot andere van dezelfde soort.
Het geeft slechts één eigenschap aan, soms zijn er echter meer. Als de snelheid bijvoorbeeld 20 km/h is, dan is dat de grootte van die snelheid. Maar voor snelheid is ook de richting van belang.
In de wiskunde wordt grootte soms als meer dagelijks woord gebruikt voor het begrip norm. In het eendimensionale geval kan dit echter verwarring geven, want men zegt ook dat −2 kleiner is dan −1.
Soms wordt grootte gebruikt in plaats van lengte, maar toch zijn het geen synoniemen. Meestal kan men lengte wel door grootte vervangen, maar omgekeerd niet altijd. Voorbeelden: 
- "Die man heeft een lengte van 1,80 m" (“die man heeft een grootte van 1,80 m”, is nog enigszins aannemelijk).
- "Die kracht heeft een grootte van 100 N" (“die kracht heeft een lengte van 100 N”, is echter niet aanvaardbaar).